# Verrerie de La Vieille-Loye
La verrerie de La Vieille-Loye est une ancienne importante verrerie française du XIIIe siècle, en activité de 1295 à 1931, à La Vieille-Loye près de Dole dans le Jura en Bourgogne-Franche-Comté.

## Historique
En 1295, cette verrerie est fondée dans le Val d'Amour de la forêt de Chaux (grosse productrice de bois au Moyen Âge avec entre autres les Baraques du 14 de la forêt de Chaux voisines...), à trois kilomètres en aval du village de La Vieille-Loye, près de Dole (alors capitale de la Franche-Comté, avec son château de Dole comme siège du Comté de Bourgogne des comtes palatins de Bourgogne) entre le Vignoble du Jura et le Vignoble de Bourgogne.

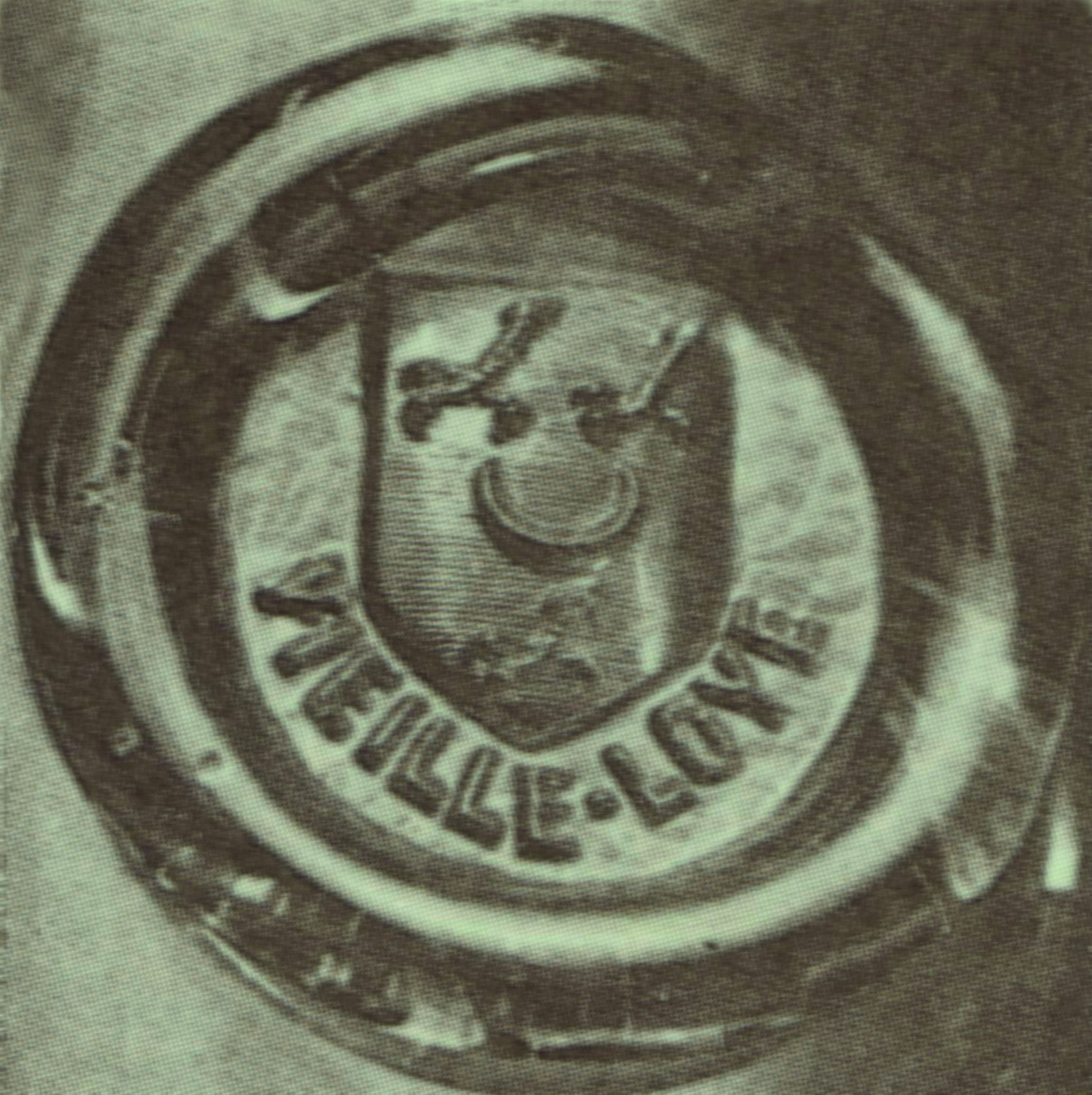
Cachet du verrier Duraquet, 1630.
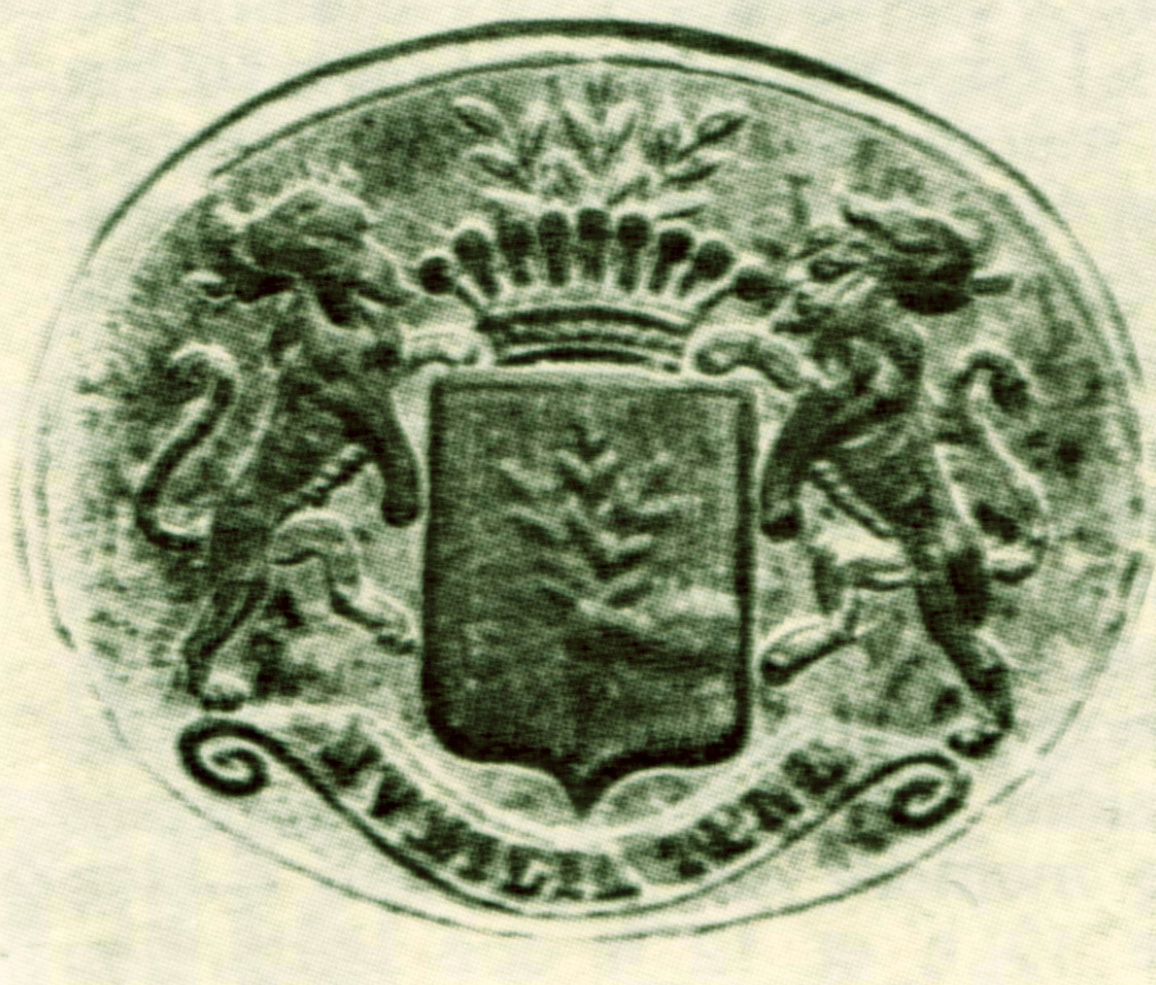
Cachet du verrier Tinseau, 1880.
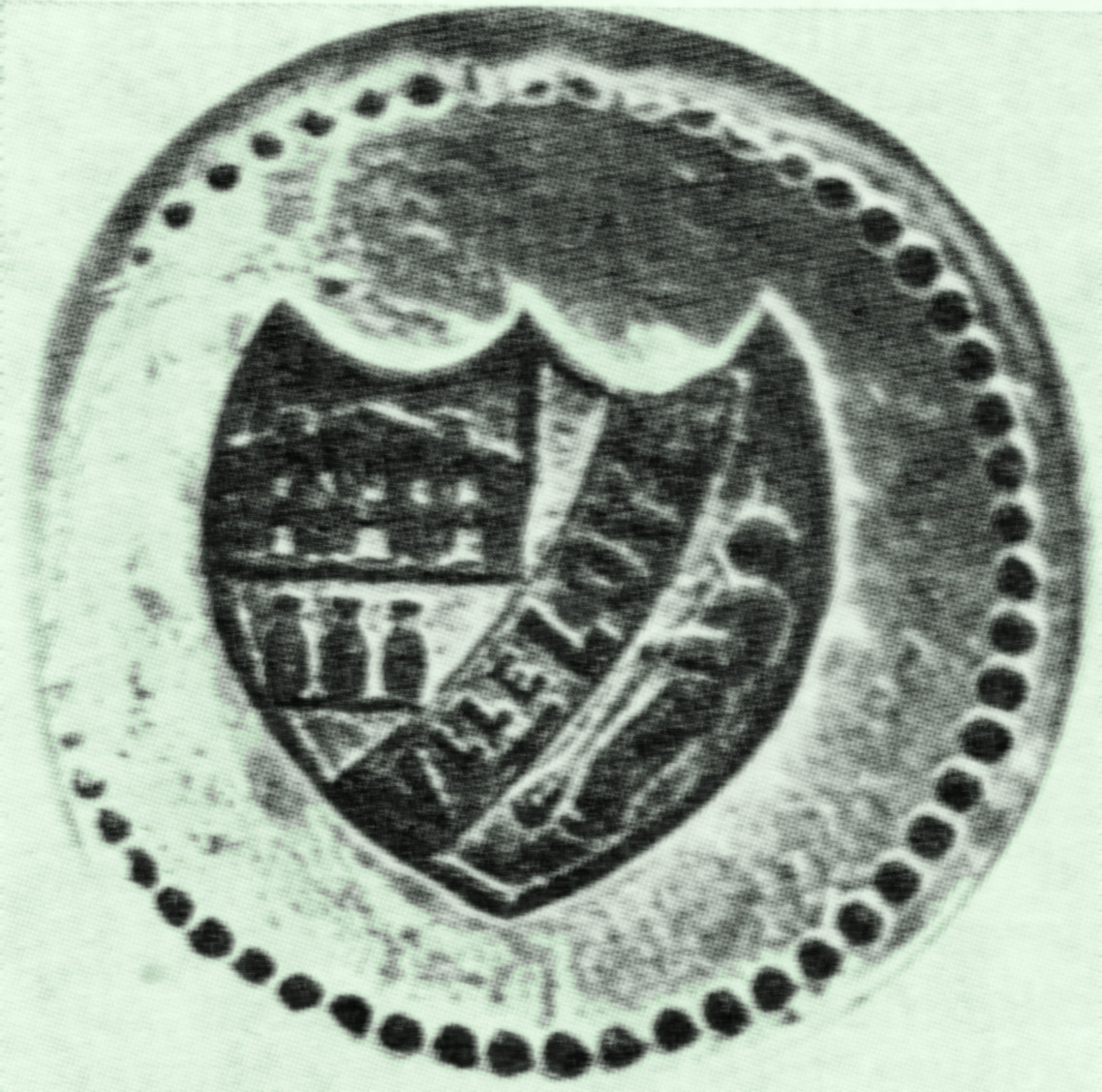
Cachet représentant un souffleur et un four à recuite, fin XIXe siècle.
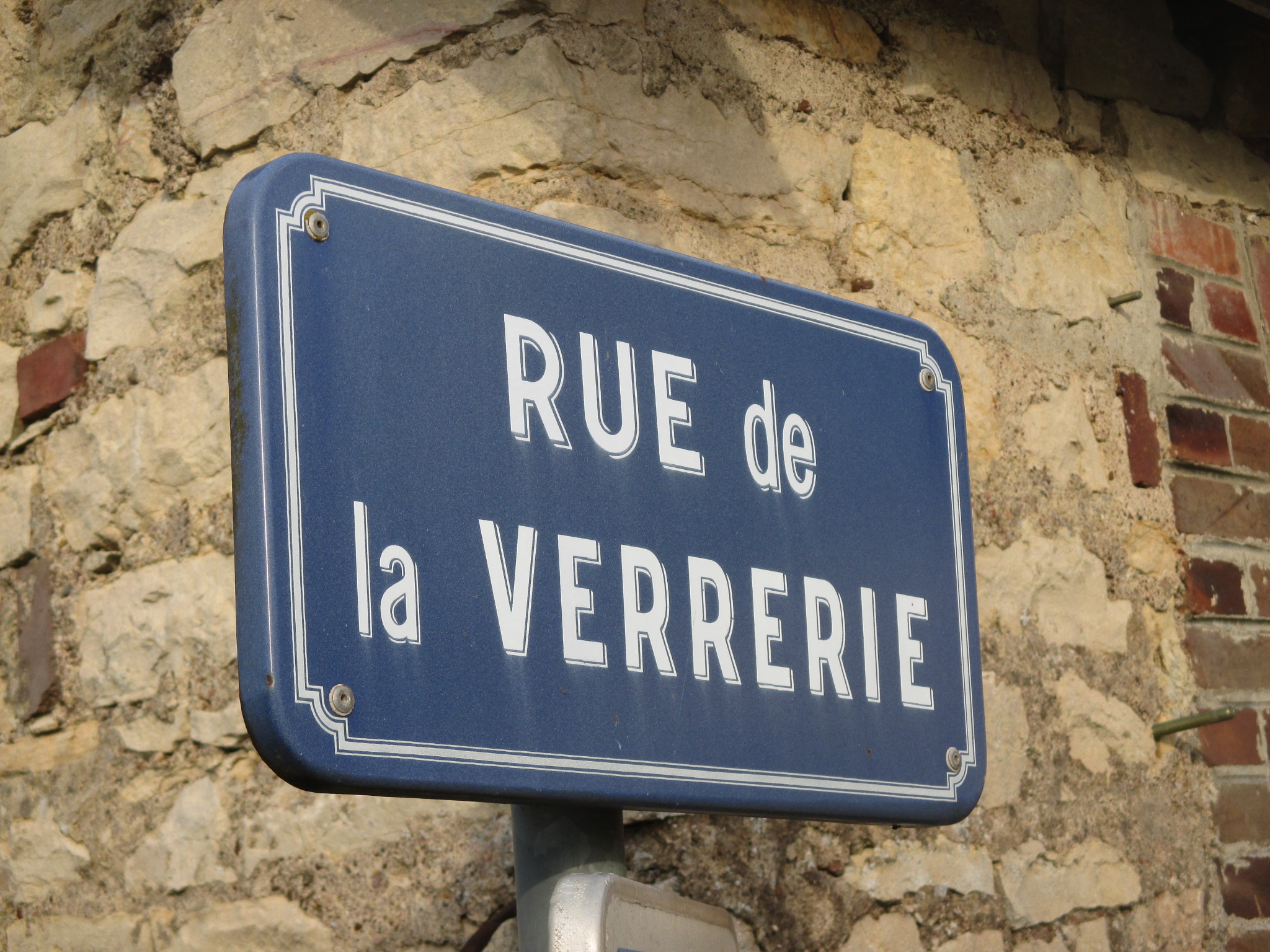
Rue de la Verrerie de La Vieille-Loye

Au Moyen Âge, la verrerie produit de la gobeleterie en verre blanc : verre (récipient), flacons, pots à miel ou confitures, vases d'ornement, etc. Elle emploie des centaines de salariés organisés autour de nombreuses dynasties de souffleurs maîtres verriers.
À la suite des aléas de sa longue histoire, et des nombreuses guerres frontalières locales entre Royaume de France et Saint-Empire romain germanique, elle est plusieurs fois incendiée, détruite, fermée, abandonnée, reconstruite, agrandie, modernisée, et revendue à de nombreux propriétaires successifs... 

Quelques anciennes bouteilles de la Verrerie de La Vieille-Loye et autre
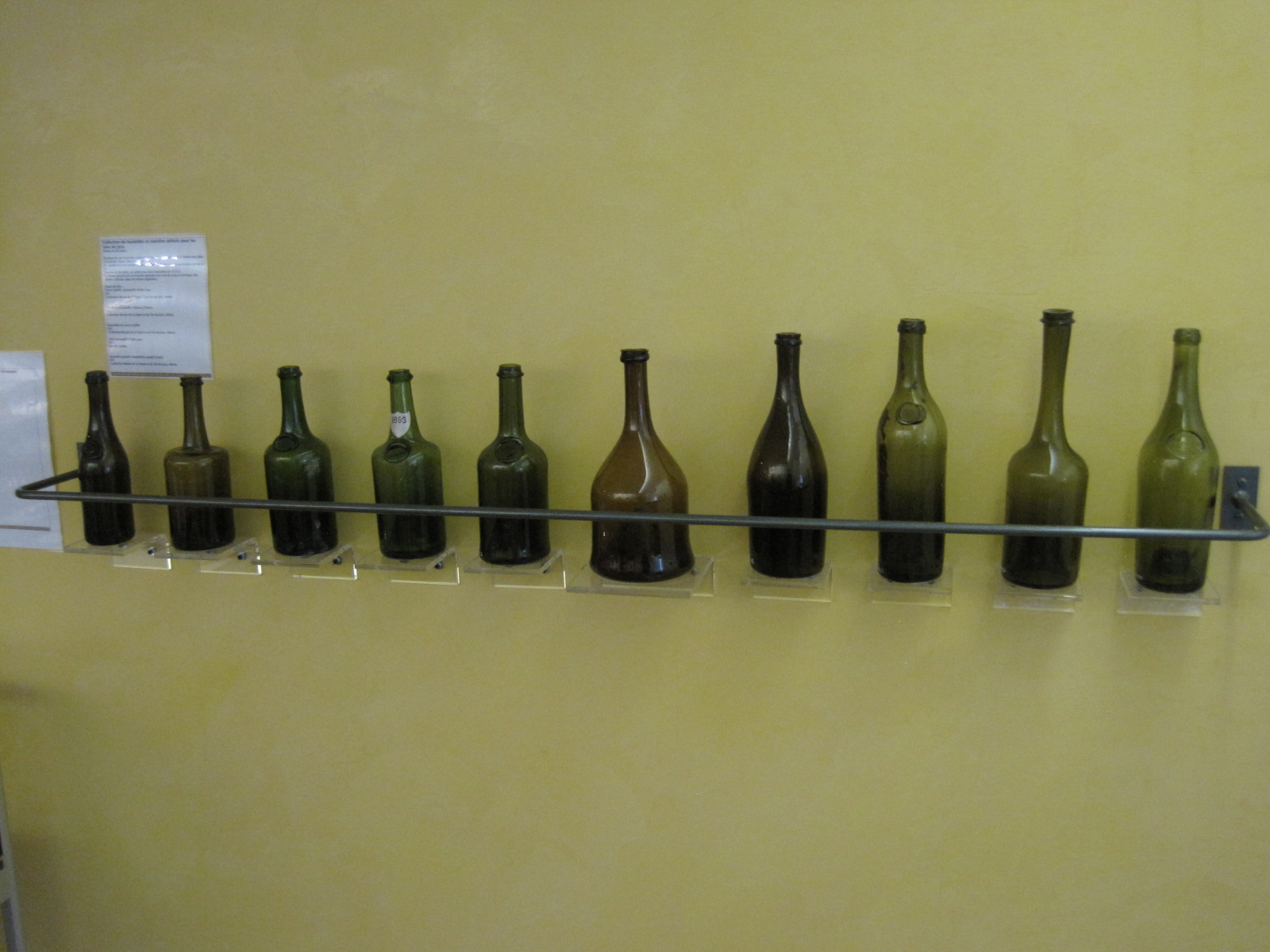
Anciennes bouteilles et clavelins de vin jaune et Château-chalon estampillés du vignoble du Jura.
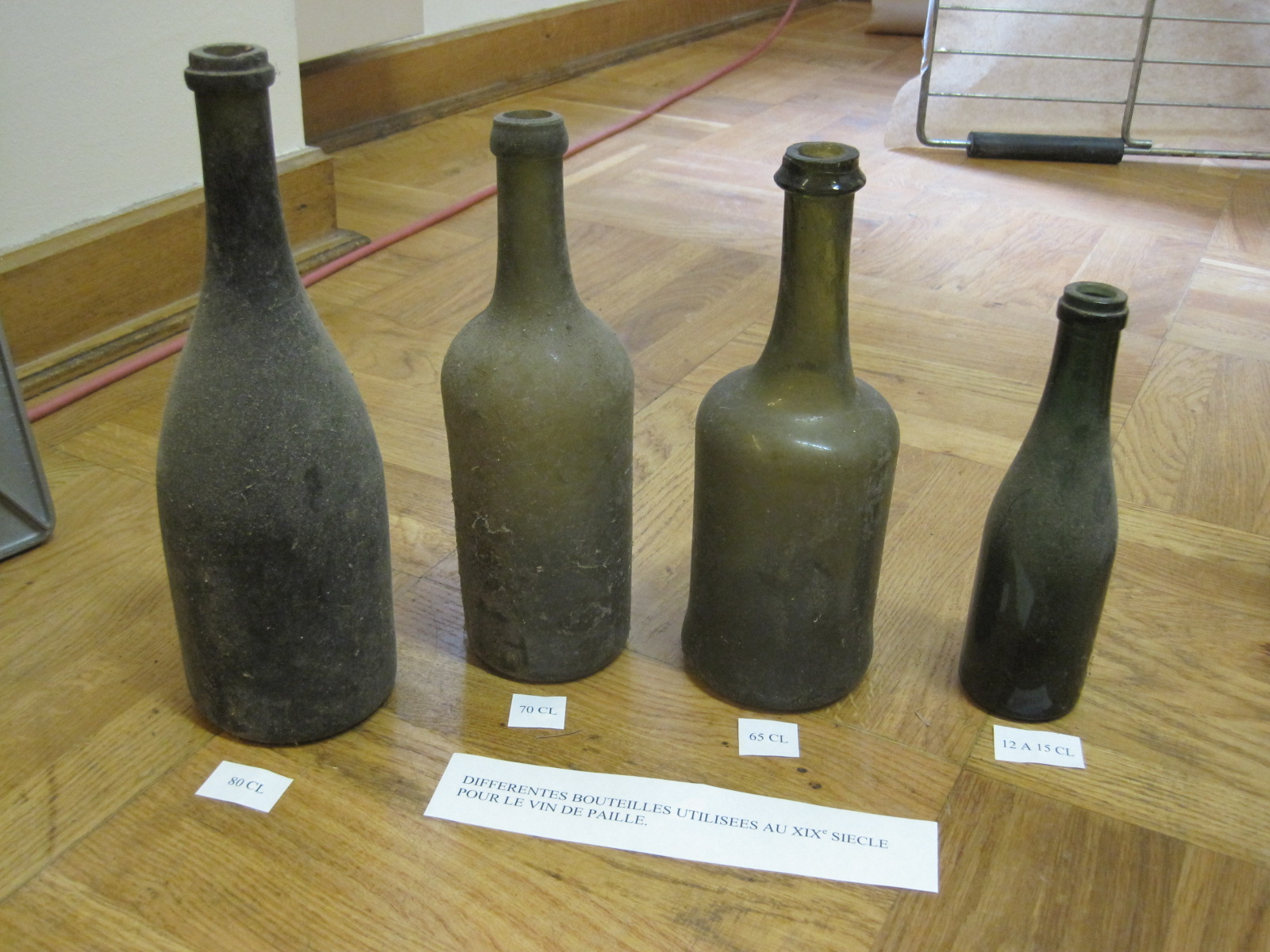
Anciennes bouteilles et clavelins du XIXe siècle
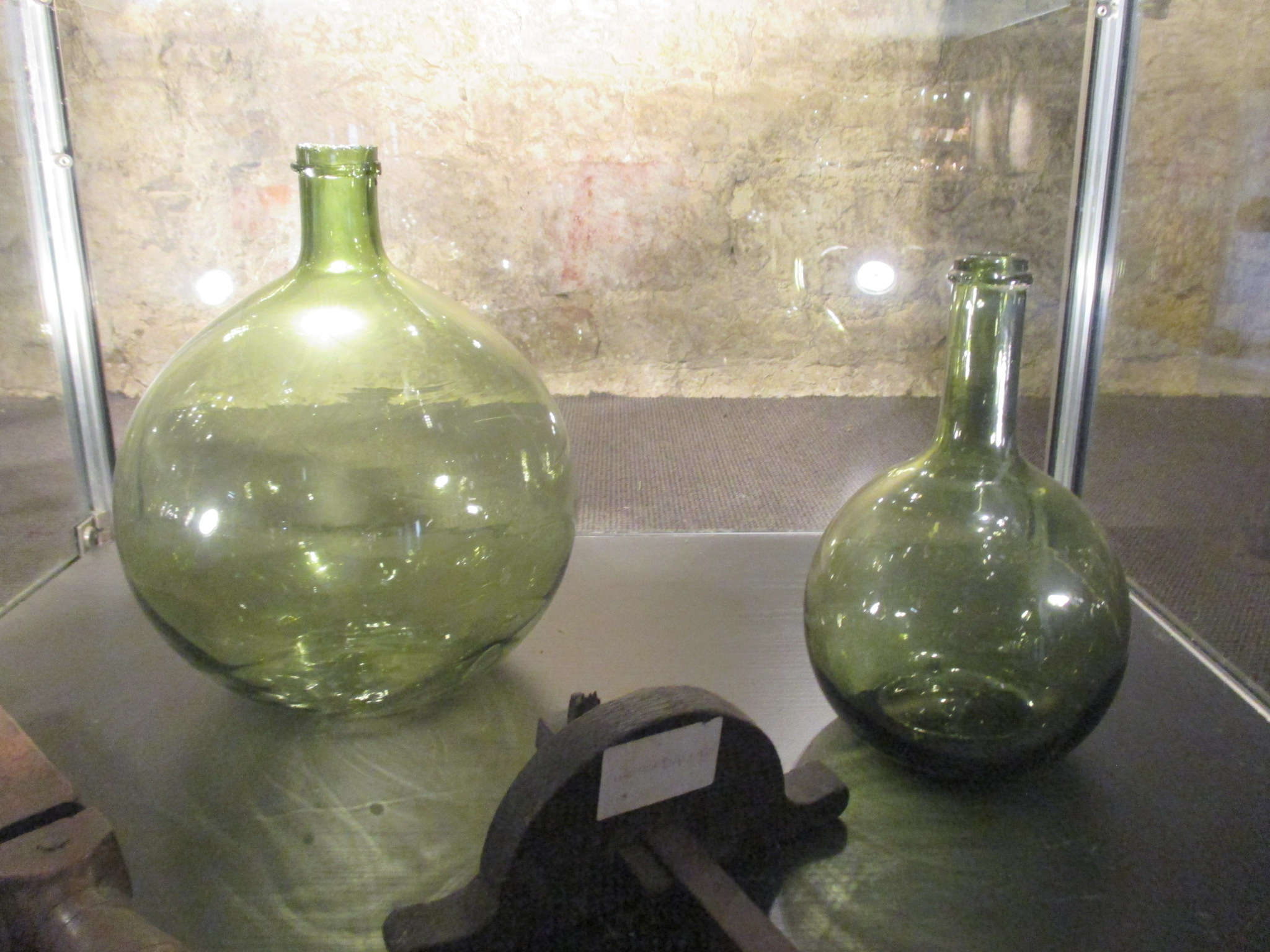
Anciennes bouteilles du musée du Château du Clos de Vougeot
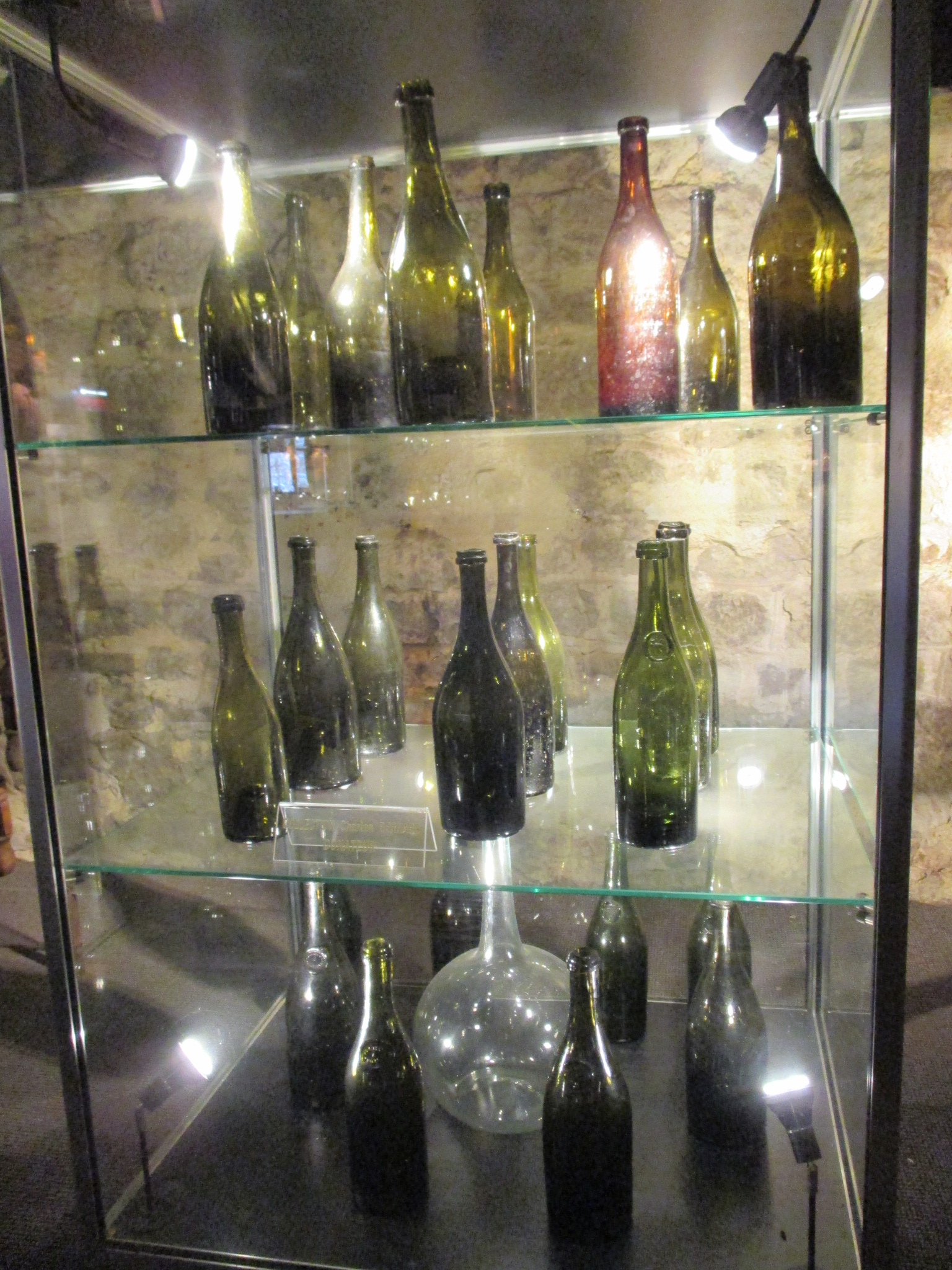
Château du Clos de Vougeot
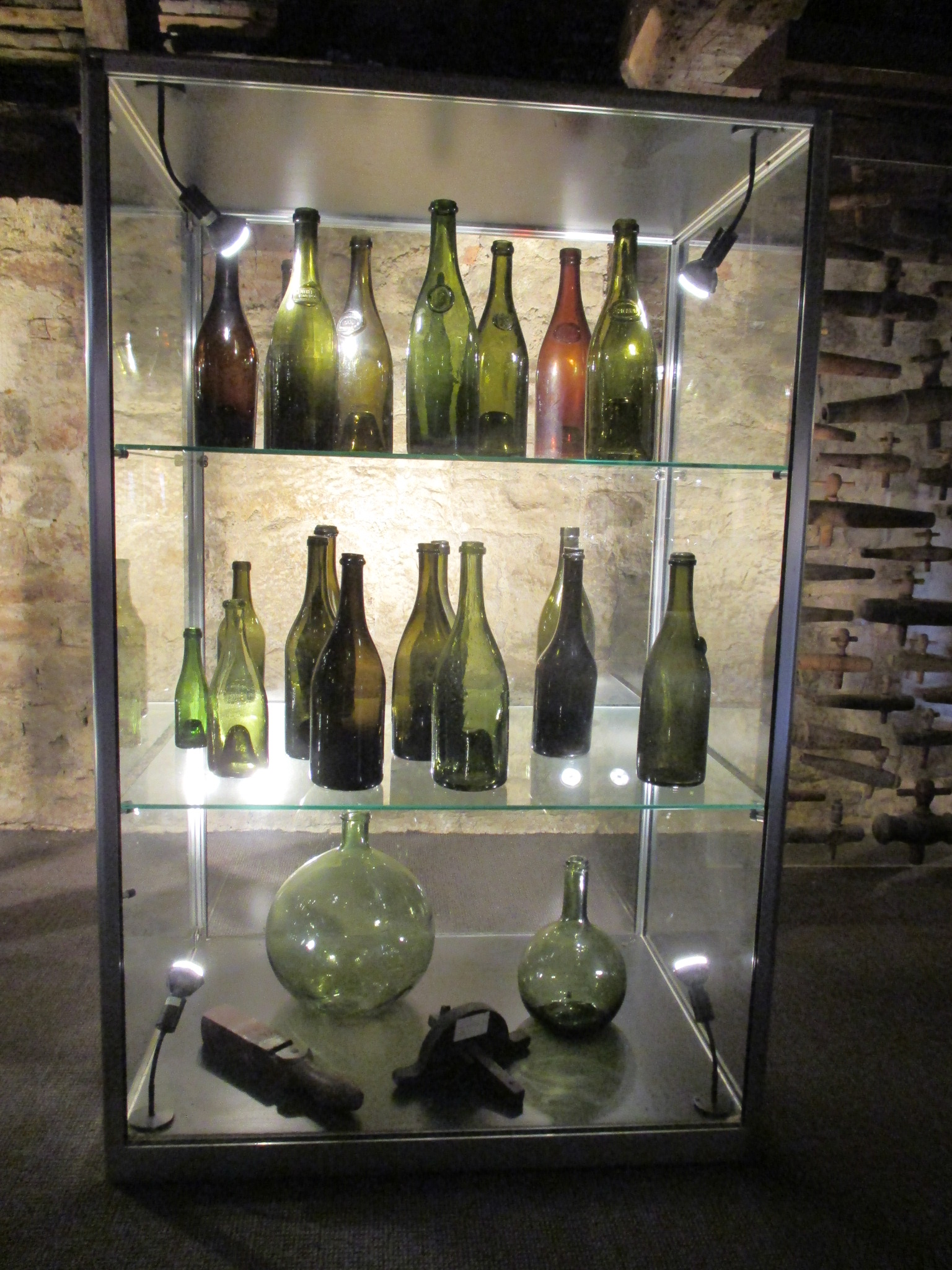
Château du Clos de Vougeot
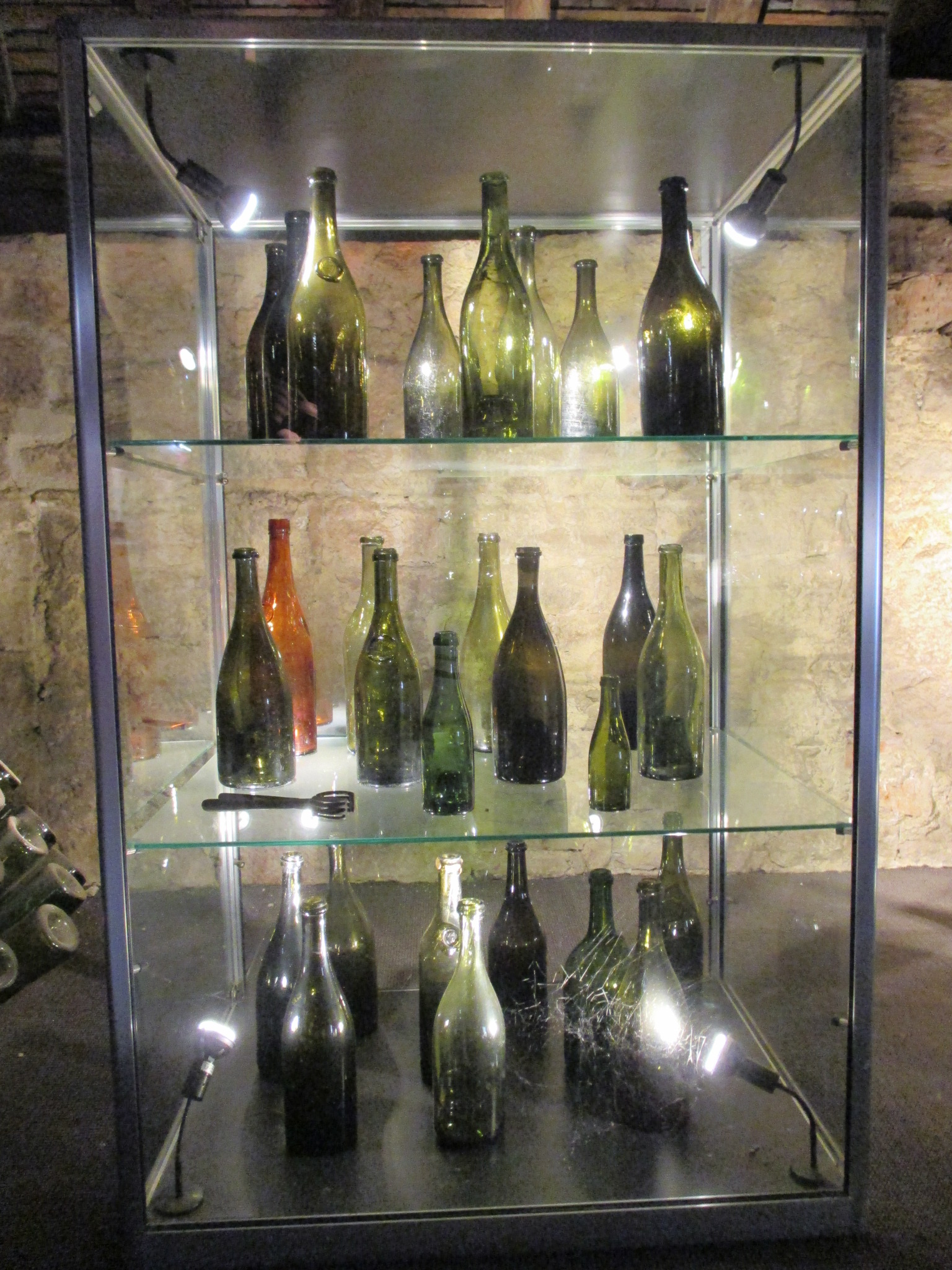
Château du Clos de Vougeot
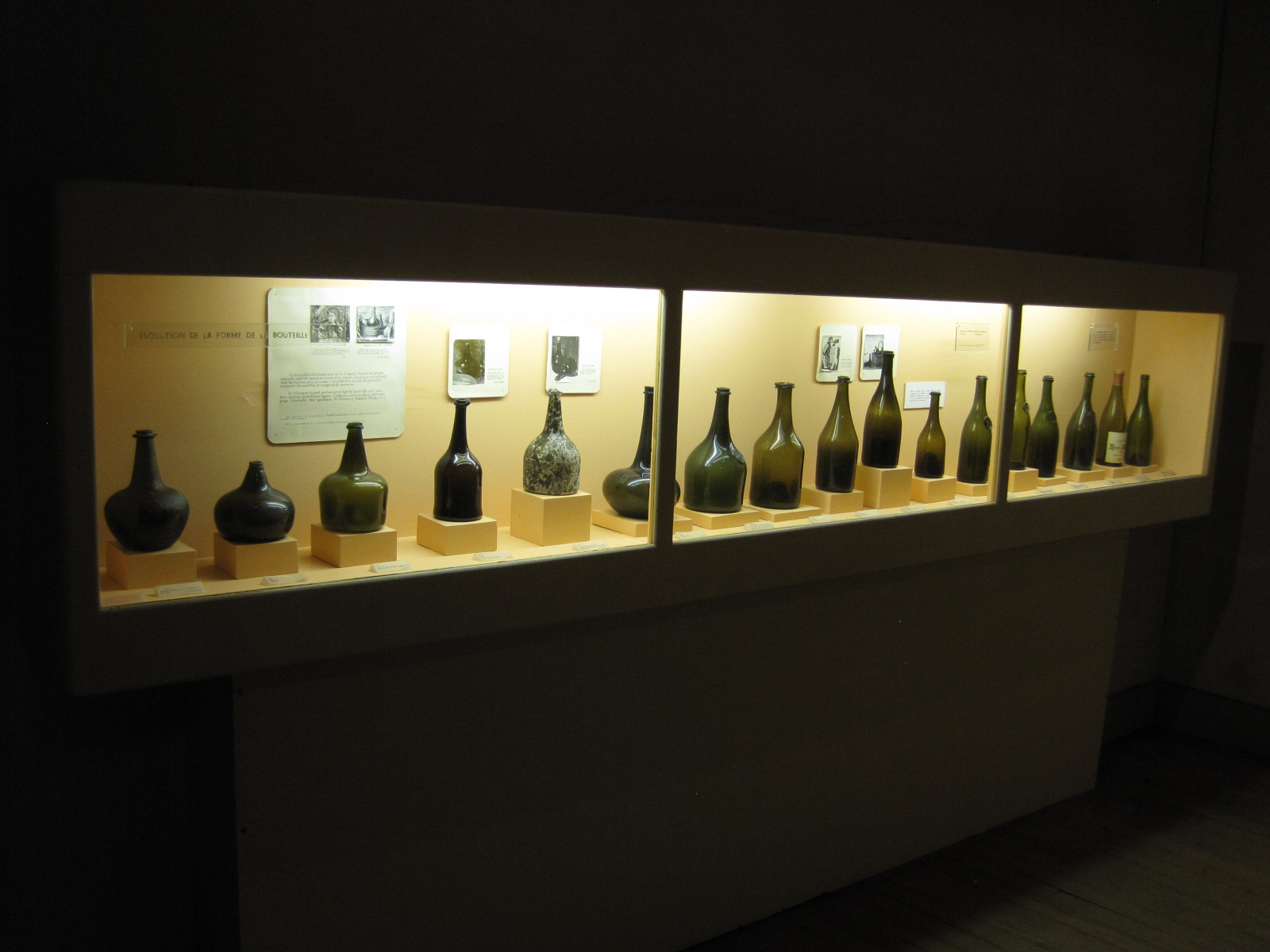
Bouteilles de vin anciennes du musée du vin de l'Hôtel des ducs de Bourgogne de Beaune.

- Anciens clavelins
- Anciens clavelins de l'Abbaye de Genne Mont-Sainte Marie du Vignoble du Jura
- Anciens clavelins
- Ancienne bouteille de vin jaune Château-chalon (AOC) en cave
- Ancienne bouteille de Château-chalon (AOC) en cave

Au XVIIe siècle, à la suite de l'invention et de l'industrialisation de la bouteille de vin en Angleterre par Kenelm Digby en 1632, la verrerie spécialise sa production dans la fabrication de bouteille de vin dite « anglaise ». La qualité du verre chauffé au four à bois de cette verrerie, est de qualité supérieure en netteté, à celle du verre chauffé au four anglais à houille, entre autres, qui produit des dépôts de goudrons en surface qu'il faut dissoudre à l'alcool et acide tartrique, et qui polluent les vins contenus dans les bouteilles. Elle exporte sa production dans le vignoble du Jura, en Bourgogne, dans le Lyonnais (province), à Genève, et dans toute la Suisse.

Quelques anciennes bouteilles de la Verrerie de La Vieille-Loye et autre
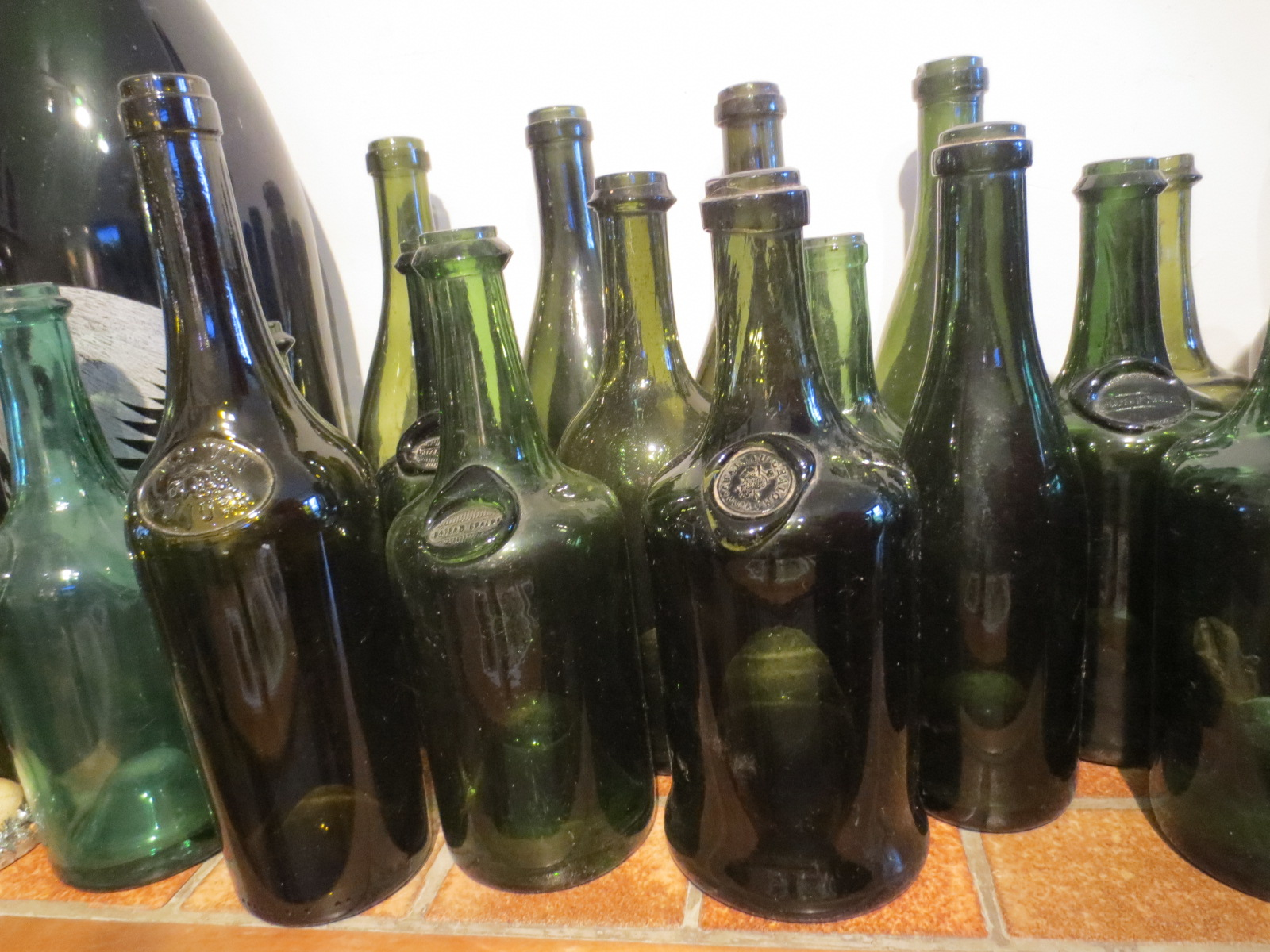
Anciens clavelins et bouteilles du musée de la vigne et du vin du Jura, château Pécauld, à Arbois.
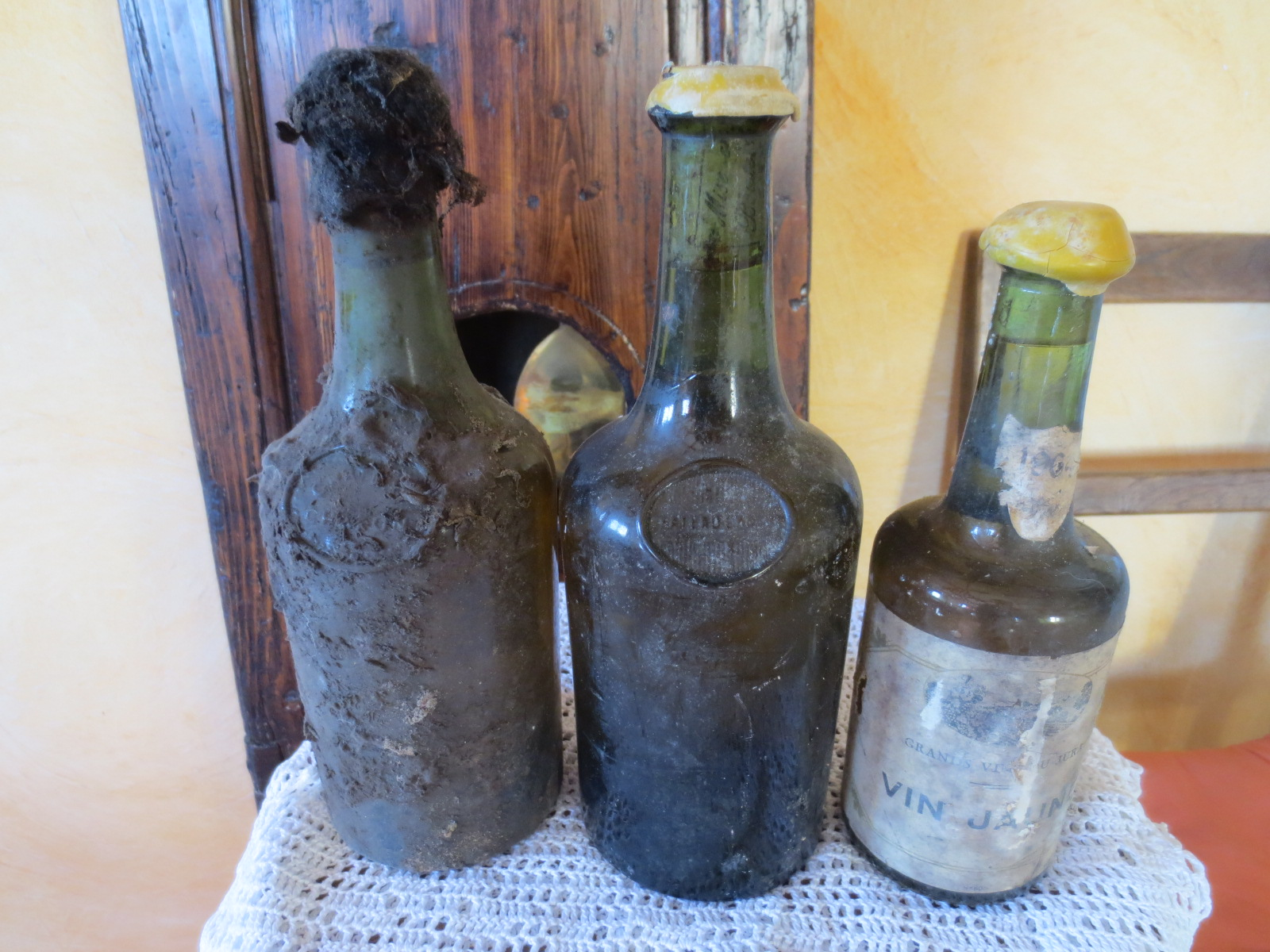
Anciennes bouteilles et clavelins du XIXe siècle
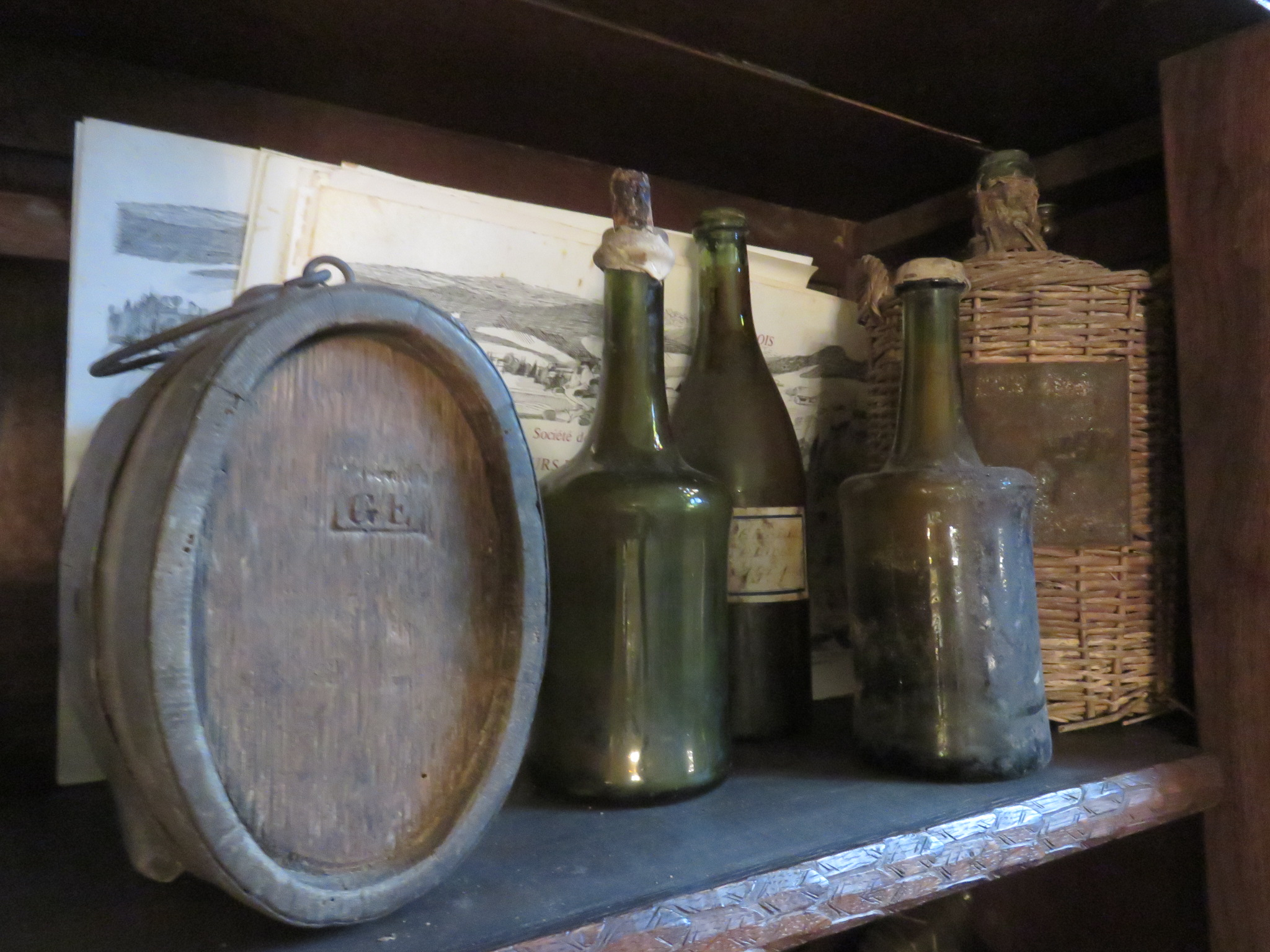
Anciens clavelins de l'Abbaye de Genne Mont-Sainte Marie du Vignoble du Jura
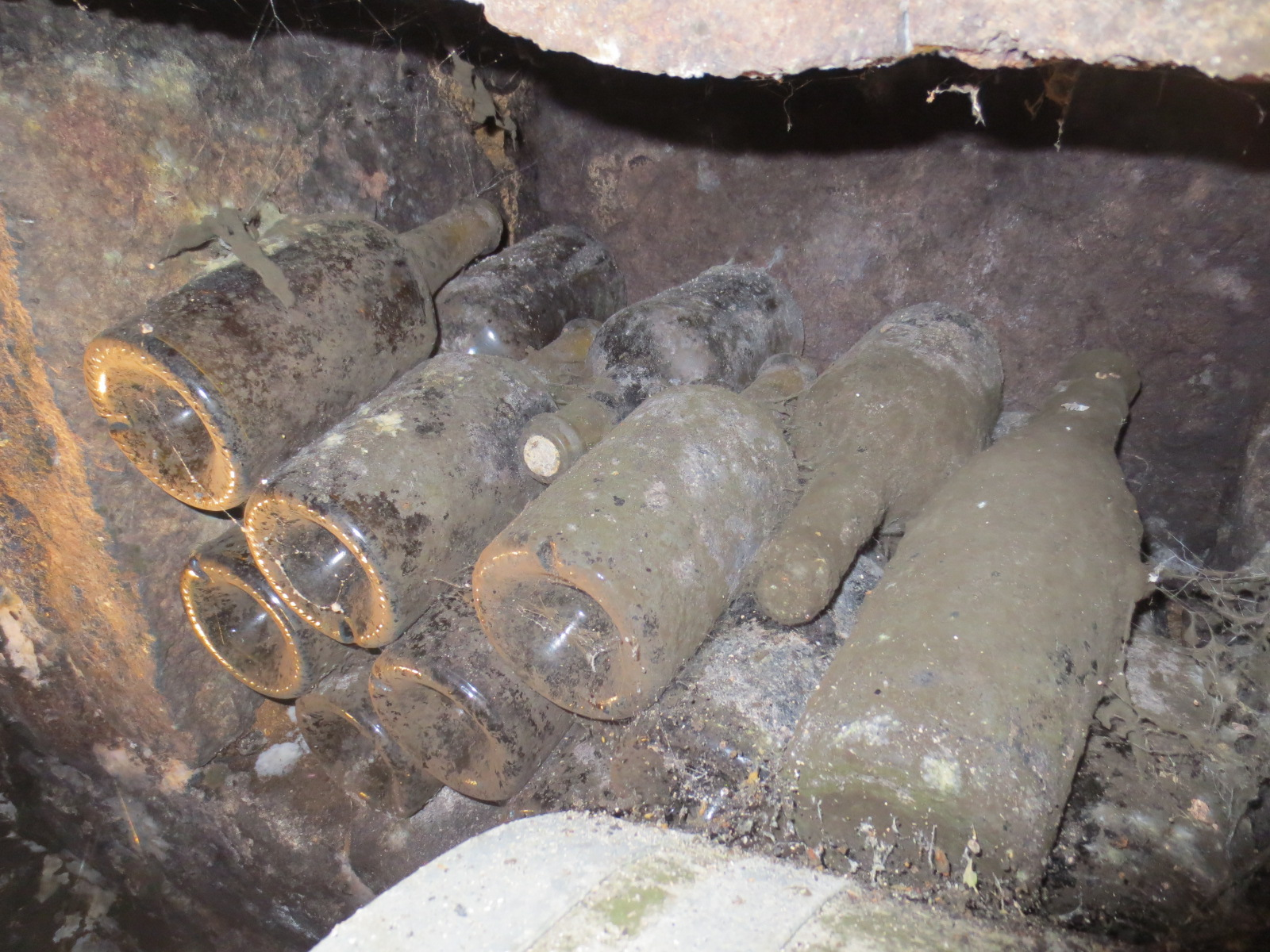
Anciens clavelins
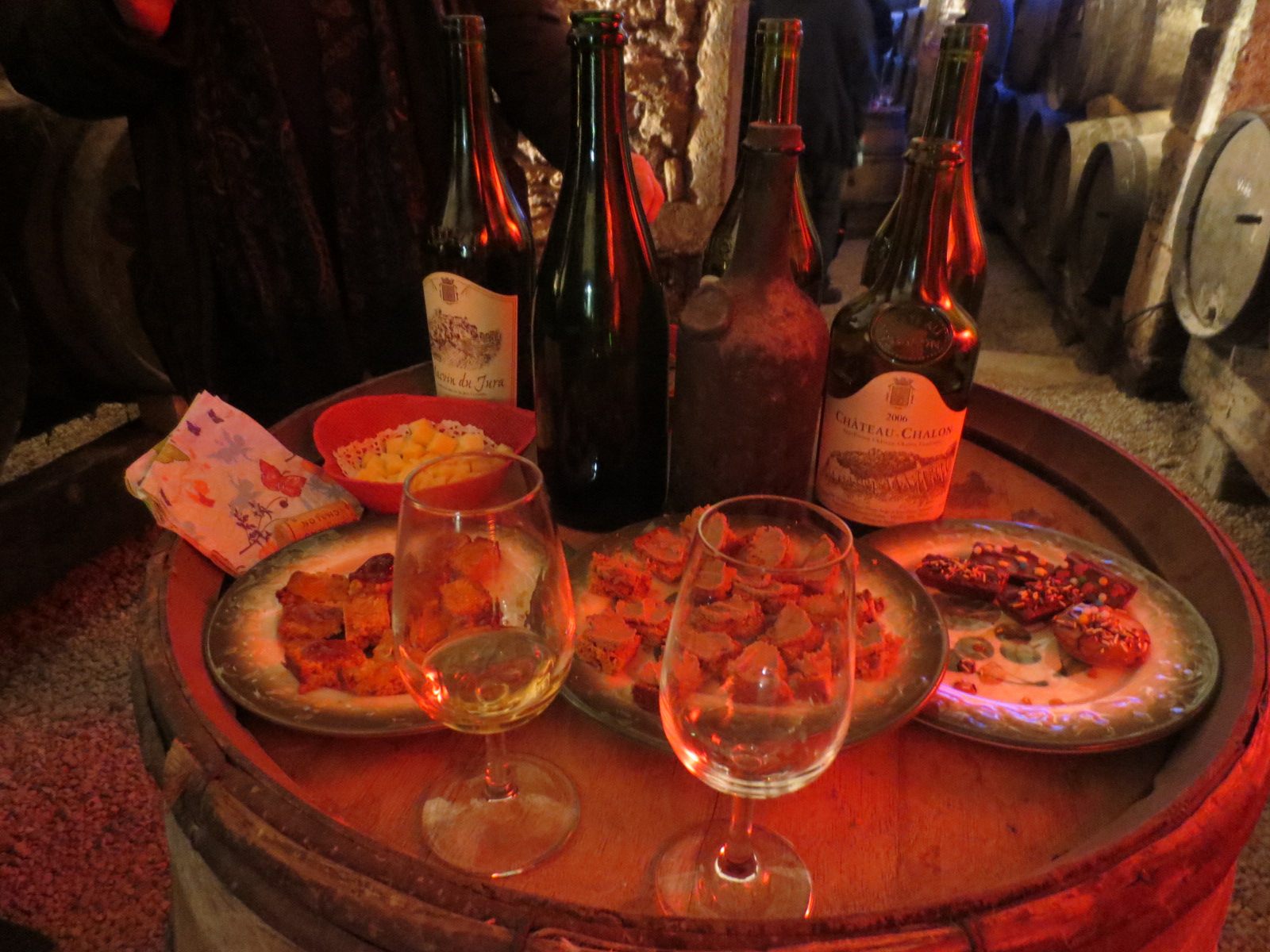
Ancienne bouteille de vin jaune Château-chalon (AOC) en cave
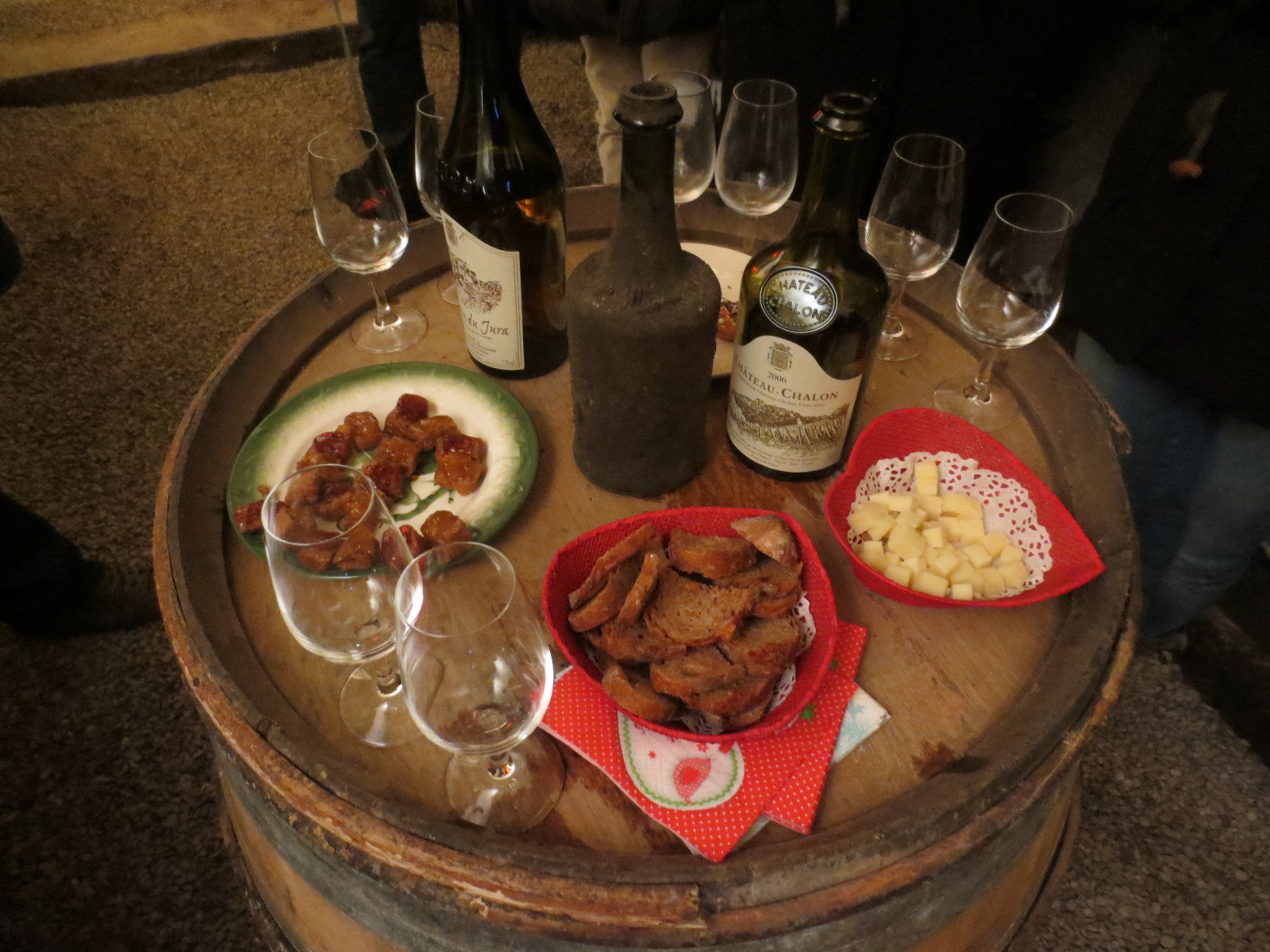
Ancienne bouteille de Château-chalon (AOC) en cave

- Anciennes bouteilles du musée du Château du Clos de Vougeot
- Château du Clos de Vougeot
- Château du Clos de Vougeot
- Château du Clos de Vougeot
- Bouteilles de vin  anciennes du musée du vin de l'Hôtel des ducs de Bourgogne de Beaune.

Au XVIIIe siècle, la verrerie produit près de 280 000 bouteilles par an, reconnaissables par leurs formes artisanales imparfaites. Elle crée et produit également les clavelins spécifiques au vin jaune, du vignoble du Jura voisin.
Au XIXe siècle, la révolution industrielle accentue sa production : le chemin de fer arrive à la verrerie, et l'industrie Solvay voisine, bâtit un empire industriel en déposant le brevet du procédé Solvay, en exploitant le sel du Jura, pour l'utilisation du carbonate de soude comme fondant en remplacement de la potasse, pour abaisser le point de fusion du verre et maintenir son état pâteux plus longtemps. De par la haute qualité réputée de sa production, 80 % du million de bouteilles produites annuellement au début du XXe siècle sont destinés aux grandes maisons de Champagne : Lanson, Heidsieck, Monopole, Pol Roger, Moët & Chandon, De Venoge, Roederer, Krug et Mercier, etc., et 20 % pour les clavelins du vignoble du Jura voisin, avec technique de cachet de verre apposé à chaud.
Au XXe siècle, le phylloxéra anéantit le vignoble français, la Première Guerre mondiale, et la Grande Dépression de 1929, précipite la fin de cette industrie historique locale réputée, dont les fours à bois s’éteignent définitivement le 31 mai 1931, après plus de six cents ans d'activité. Elle est remplacée entre autres par l'industrie moderne de bouteille Saint-Gobain de Chalon-sur-Saône (et liste des entreprises du groupe Saint-Gobain). Les vestiges des bâtiments historiques de l'ancienne verrerie sont à ce jour reconvertis en logements privés et bâtiments d'exploitation agricole. La verrerie de Passavant-la-Rochère fondée en 1475 au nord de la Franche Comté, est à ce jour la plus ancienne verrerie d'art traditionnelle en activité d'Europe, et un haut lieu de tourisme franc-comtois et vosgien.

## Technique historique
Les sables sont chauffés jusqu’à fusion en pâte de verre, dans des fours chauffés au bois. La patte est ensuite soufflée par des maîtres verriers souffleur de verre pour donner une forme à la bouteille dans un creuset en terre réfractaire, remplacé plus tard par des moules en bronze, puis par des moules mécaniques. La bouteille est reprise pour former le goulot, par adjonction d'un fil de verre en fusion, puis la bouteille est cuite durant quatre à cinq jours, dans un four à 600 °C.

## Matières premières locales
- Bois de chauffe de la forêt de Chaux, plus importante forêt du royaume de France après la forêt d'Orléans, avec vingt mille hectares, qui aliment également en bois la saline royale d'Arc-et-Senans aux XVIIIe siècle et XIXe siècle, entre autres par l'activité des Baraques du 14 de la forêt de Chaux voisines...).
- Fondant à base de cendre de fougères, puis de potasse, puis de carbonate de soude de l'industrie Solvay, pour abaisser le point de fusion du verre et maintenir son état pâteux plus longtemps.
- Eau du ruisseau Parfombief local (affluent de la Clauge).
- Argile d'Étrepigney…
- Sable de Vernois ou de Montbarrey…
- Sables siliceux de Fontainebleau et de Belmont.
- Sables calcaires acheminés depuis Meursault et Santenay (Côte-d'Or).
- Bicarbonate de potassium : colorant pour la couleur vert foncé des bouteilles champenoises.

## Quelques propriétaires successifs
- 1332 : Hugues de Vannans
- 1364 : Perrenot le Verrier, puis ses fils après 1367
- 1420 : Jean et Husson Bonnet
- 1430 : Phelizot Pani et Jehan le Baigue, puis ses fils en 1482
- 1648 : Constantin Duraquet
- 1674 : Hercule Duraquet de l'Orme, frère du précédent, construit la nouvelle verrerie de La Vieille Loye, au Grand Buisson
- Charles-Hubert Duraquet de l'Orme
- 1737 : Jacques Charles Dorlodot de Préville, qui la développe avec une production de 288 000 bouteilles par an
- 1808 : Mr Rebatu
- 1830 : Mr Carré
- 1840 : Mr de Mondragon
- 1842 : Mr Bouchet
- 1845 : Jules Tombœuf et Philippe Neveu
- 1885 : Émile Neveu
- 1919 : Bigault du Grandrut, ultime propriétaire de la verrerie jusqu’à la cessation d'activité en 1931.

## Quelques musées de bouteilles
- Musée de la vigne et du vin du Jura du château Pécauld à Arbois (Vignoble du Jura)
- Hôtel des ducs de Bourgogne de Beaune (Vignoble de Bourgogne)
- Château du Clos de Vougeot (Vignoble de Bourgogne)